# Abadía de La Cambre

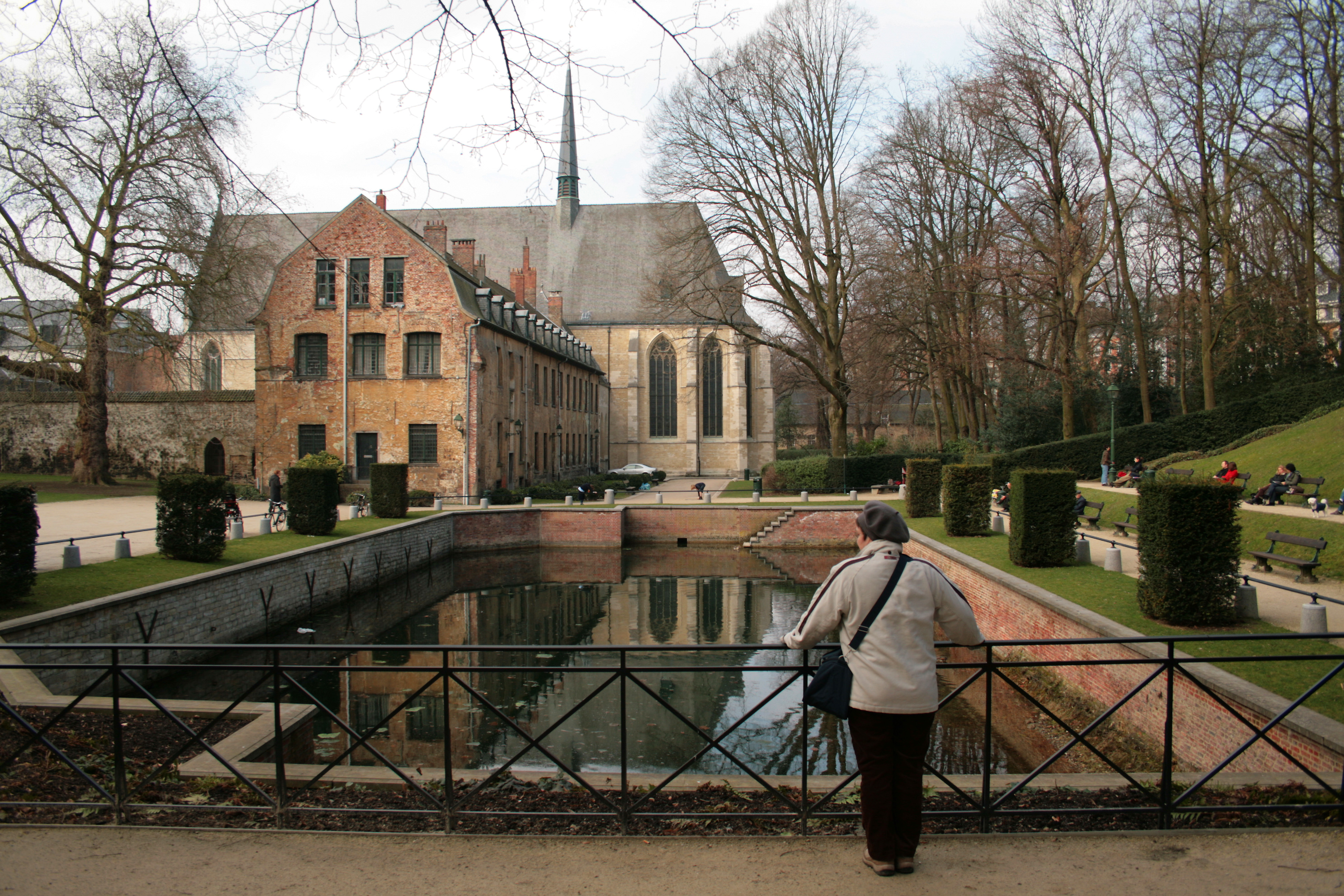
La abadía de la Cambre

La Abadía de La Cambre  o de Ter Kameren (en francés: Abbaye de La Cambre, en neerlandés: Abdij Ter Kameren) es una antigua abadía cisterciense en Ixelles, Bruselas, Bélgica. Se encuentra ubicada en el valle de Maelbeek entre el Bosque de la Cambre y los estanques de Ixelles. La iglesia de la abadía es una iglesia parroquial católica perteneciente a la Archidiócesis de Malinas-Bruselas y es el hogar de una comunidad de canónigos norbertinos, mientras que otras partes del monasterio albergan la sede de la Instituto Geográfico Nacional de Bélgica y La Cambre, una prestigiosa escuela de artes visuales.

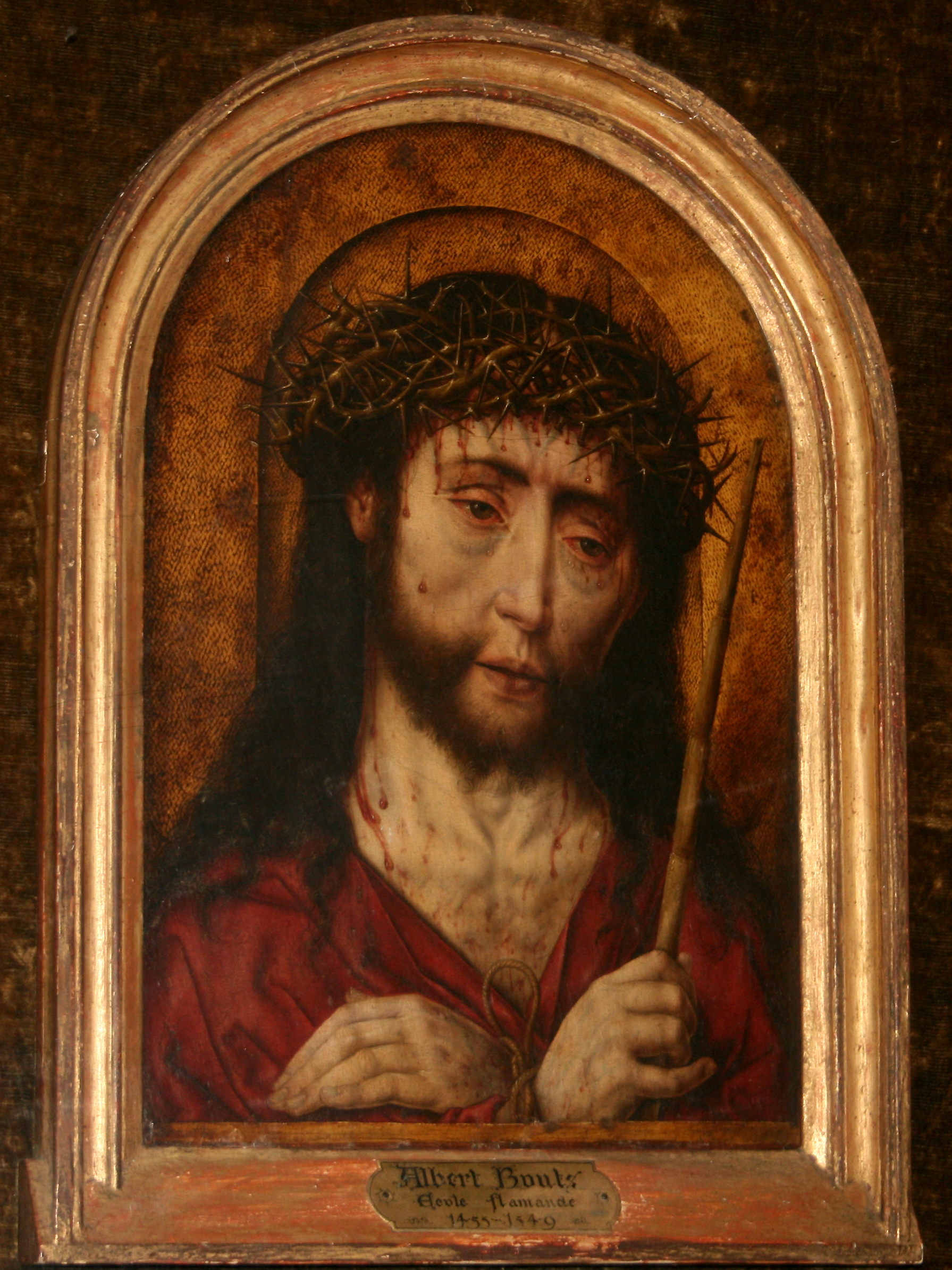
La burla del Cristo

La abadía fue fundada cerca de 1196. Fue arrasada en la Revolución francesa. Los edificios actuales son del siglo XVIII. La sencilla iglesia de la abadía de alberga el cuadro La burla de Cristo de Albert Bouts de principios del siglo XVI.

## Arquitectura
El claustro está situado anexo a la iglesia de la abadía y el refectorio. De la residencia de las abadesas del siglo XVIII, con su cour d'honneur y jardines formales, se ha conservado el presbiterio, las caballerizas y otras dependencias.

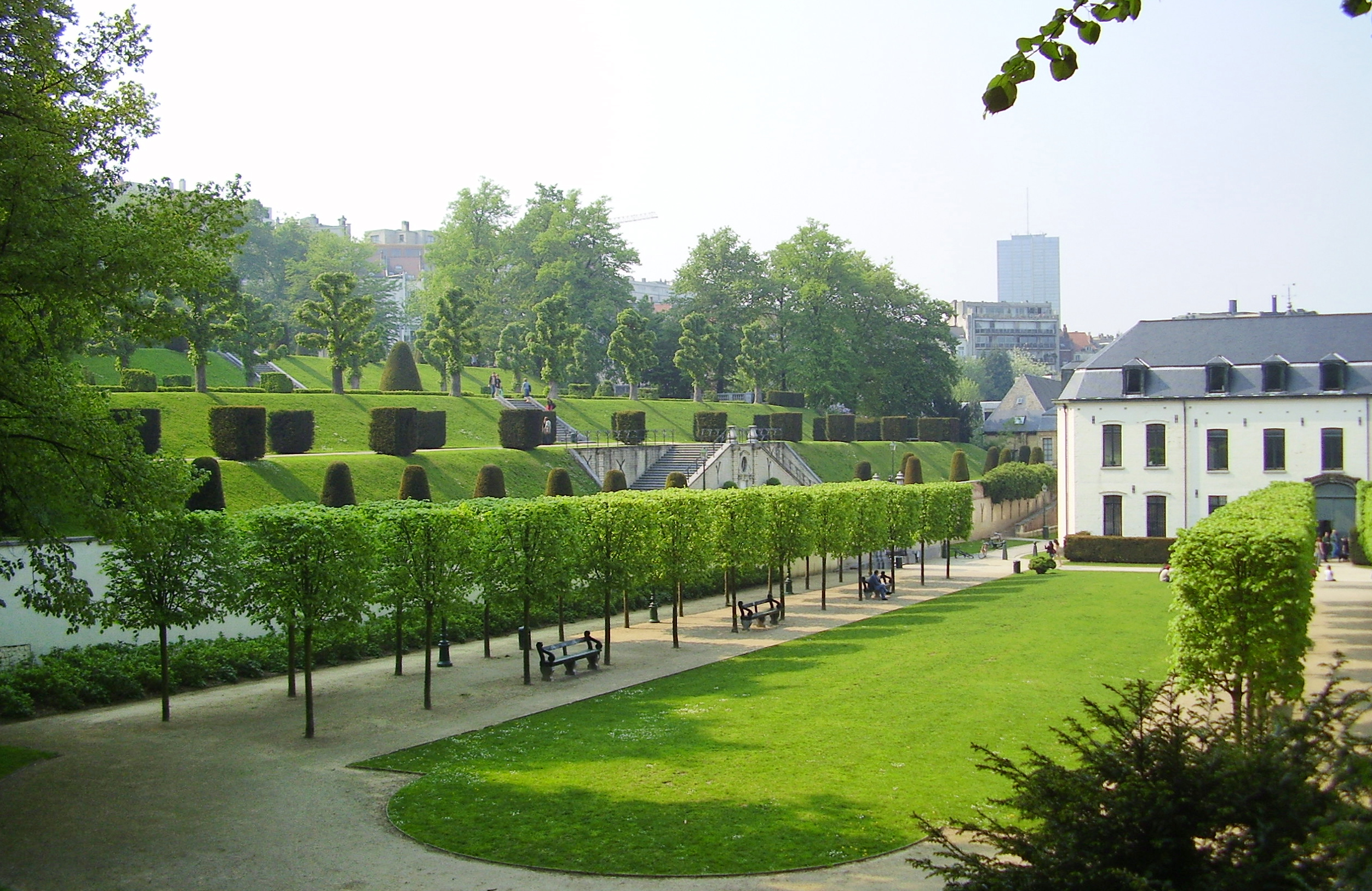
Árboles podados en un bosquet formal que conforma la Promenade des abbesses.

## Historia
La abadía fue fundada cerca de 1196, por su patrona Gisèle, con el apoyo de la comunidad monástica de la abadía de Villers, siguiendo la regla cisterciense. Enrique I, Duque de Brabante donó los Étangs d'Ixelles, un molino de agua, y el dominio del monasterio. La Abadía de La Chambre de Notre-Dame, de ahí La Cambre, se mantuvo bajo la guía espiritual de Villers, una de las comunidades cistercienses  más importantes.
San Bonifacio de Bruselas (1182-1260), originario de Ixelles, canónigo de Santa Gúdula (futura catedral de Bruselas), que enseñó teología en la Universidad de París y fue nombrado obispo de Lausana (1231), vivió dieciocho años en la abadía y está enterrado en la iglesia. El mística leprosa Santa Alicia de Schaerbeek vivió en la comunidad en la misma época.
Durante las numerosas guerras de los siglos  XVI y XVII, la abadía fue destruida, pero fue posteriormente reconstruida en el siglo XVIII, siguiendo el estilo francés que aún conserva. El jardín aterrazado y los bosquets formalmente recortados fueron recuperados y adaptados al estilo del siglo XVIII en 1924.

## Galería

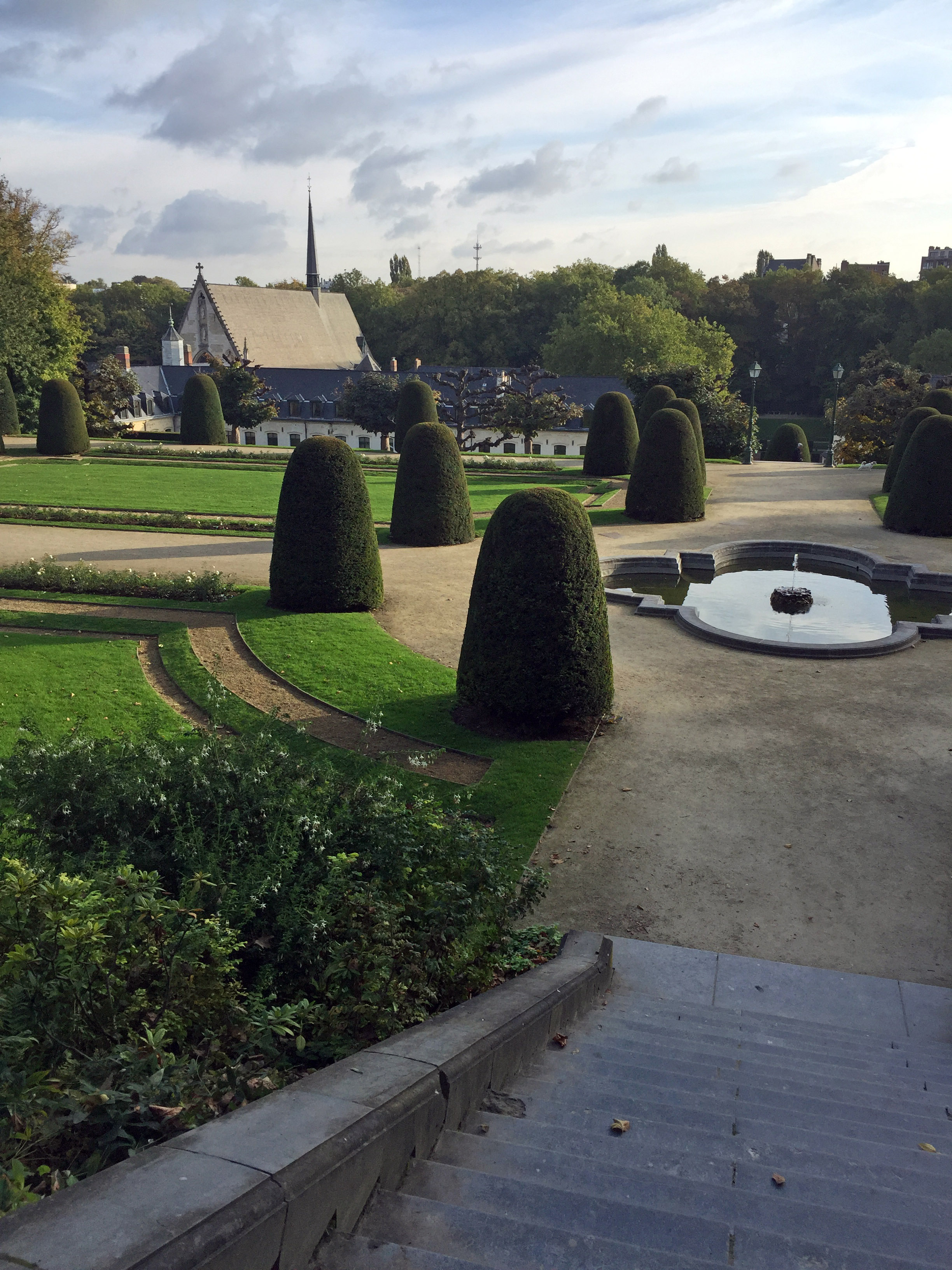
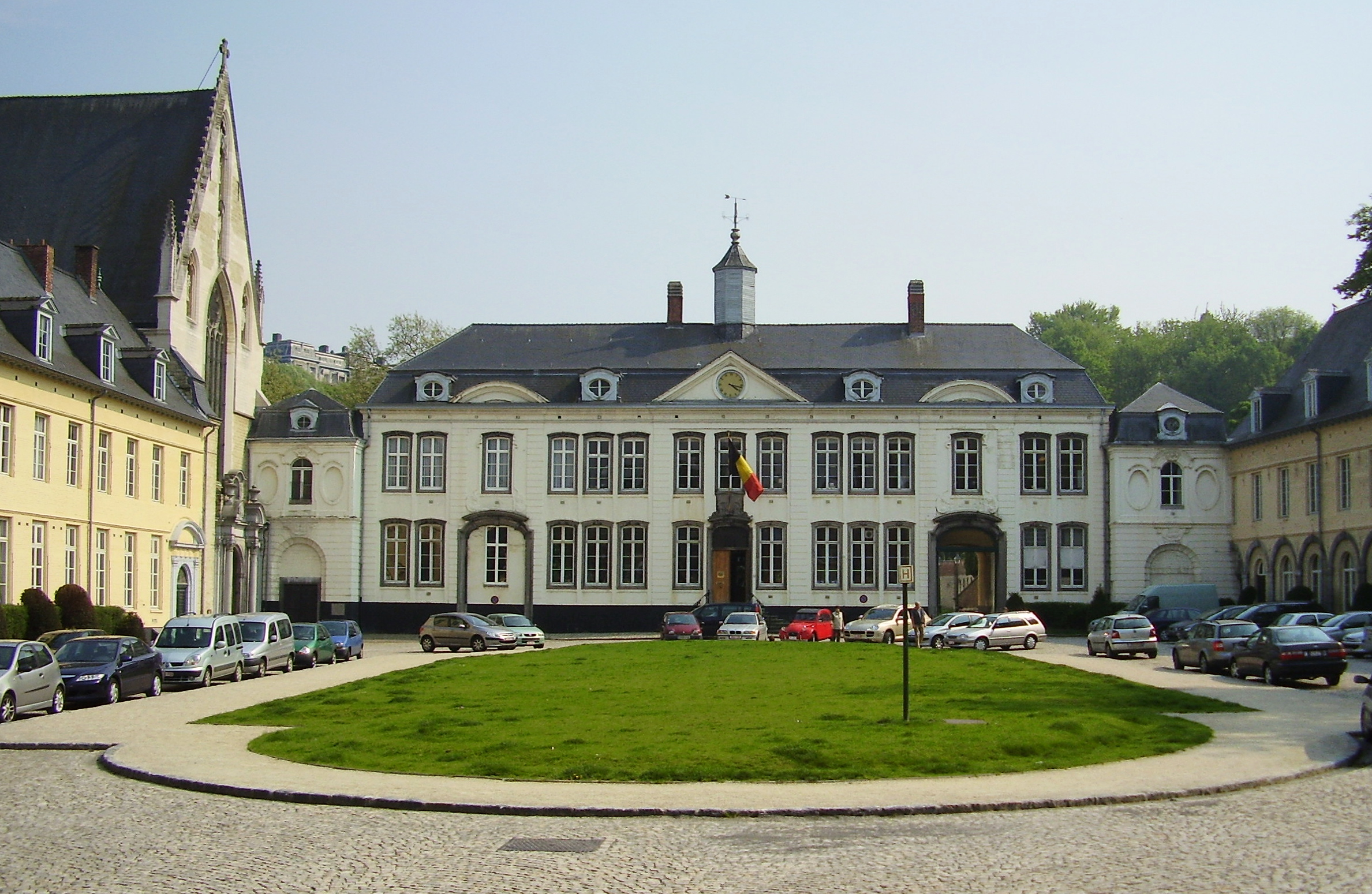
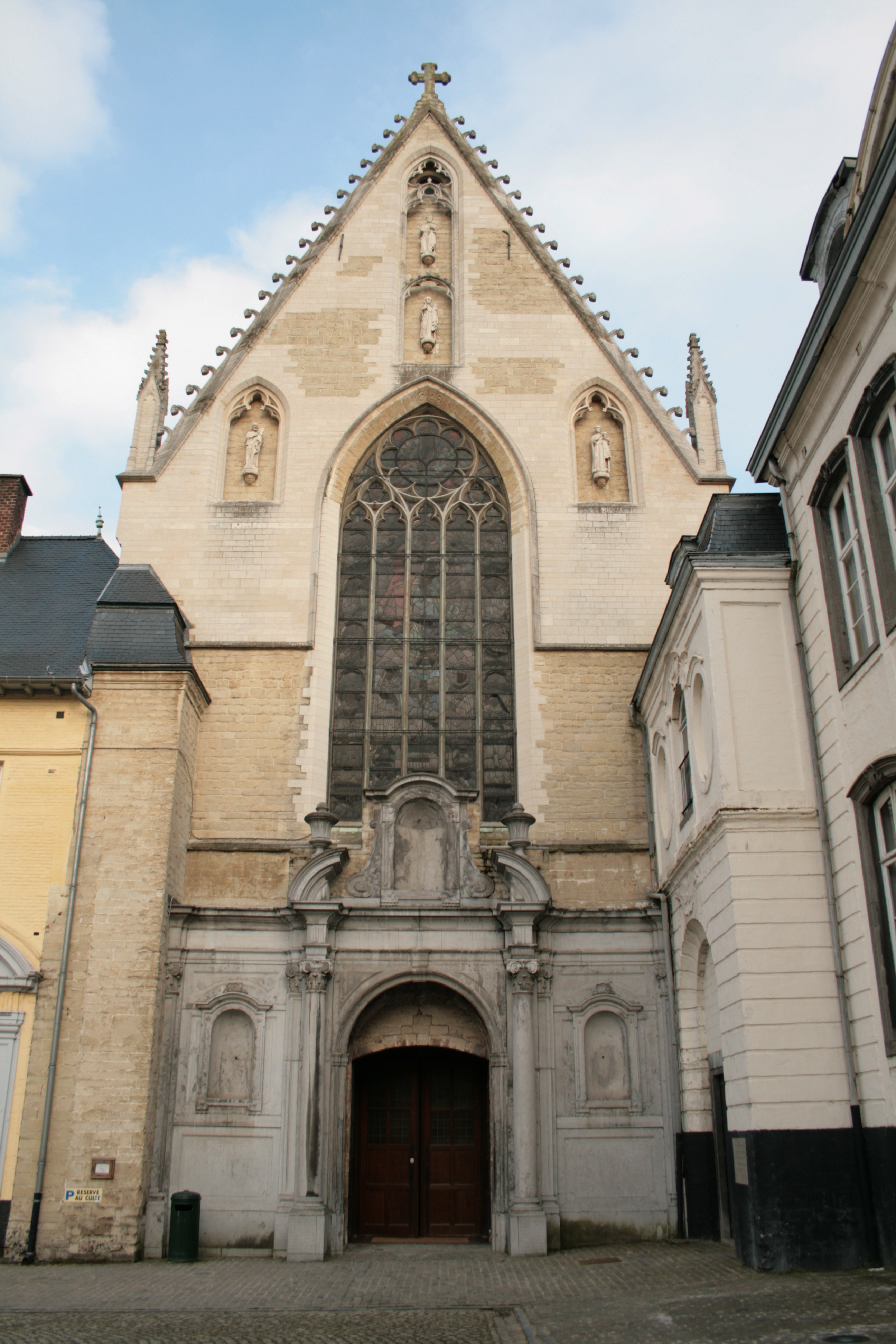
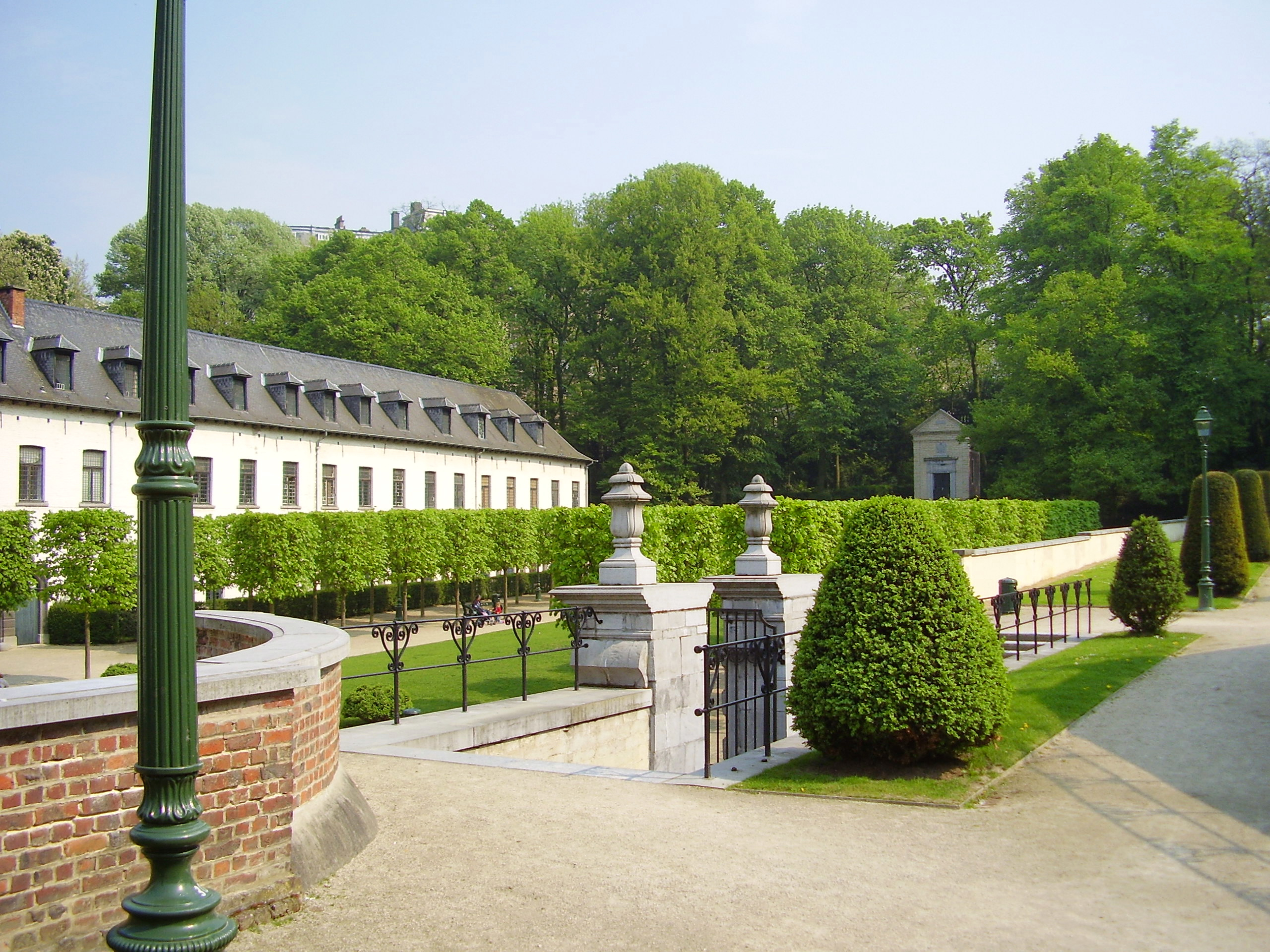
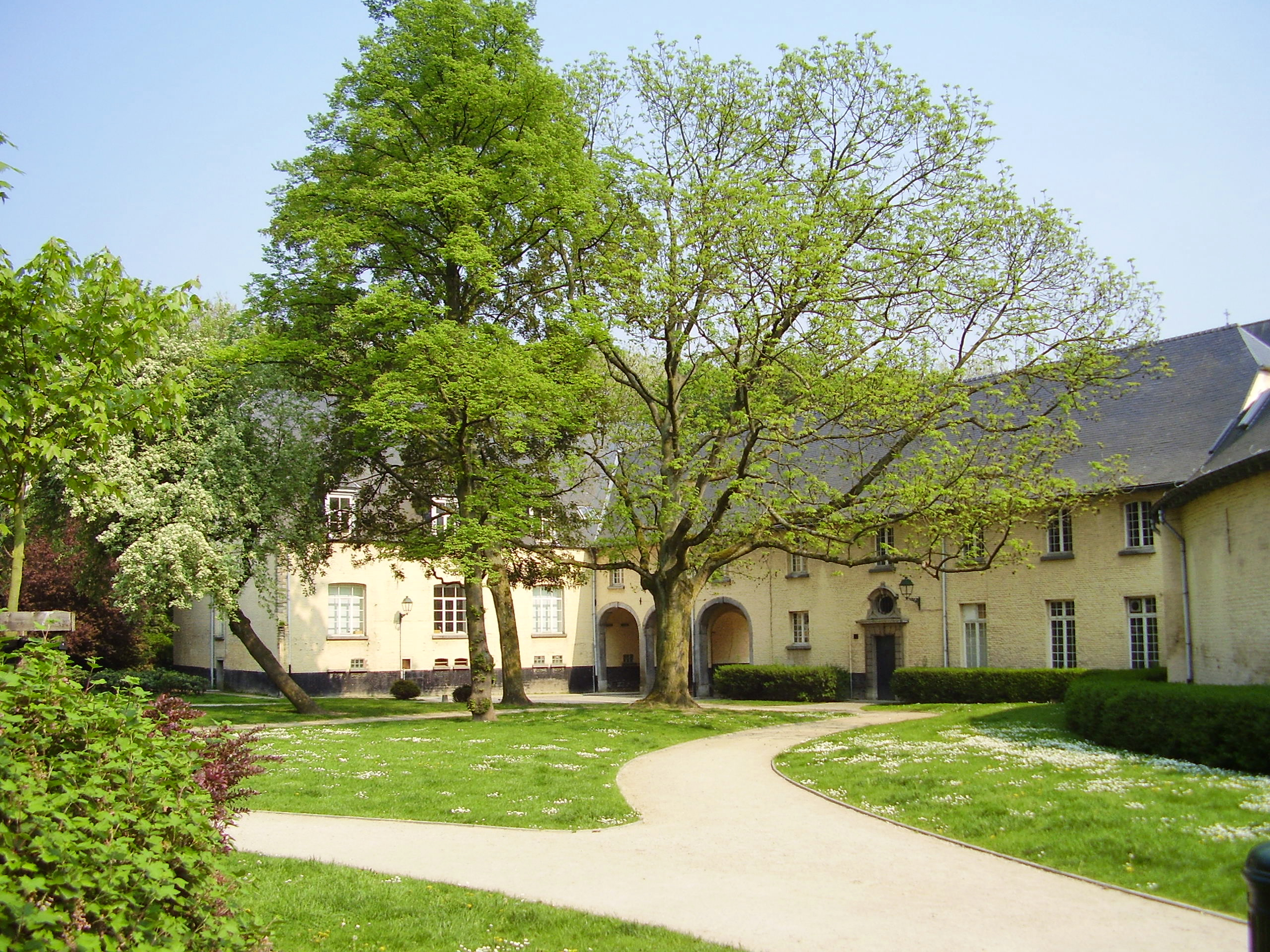
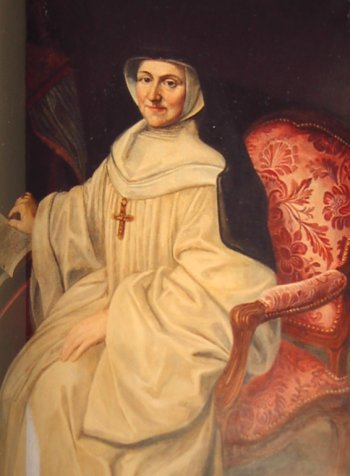